# Хелмштет
Хелмштет (њем. Helmstedt) град је у њемачкој савезној држави Доња Саксонија. Једно је од 26 општинских средишта округа Хелмштет. Према процјени из 2010. у граду је живјело 24.402 становника. Посједује регионалну шифру (AGS) 3154010.

## Географски и демографски подаци
Хелмштет се налази у савезној држави Доња Саксонија у округу Хелмштет. Град се налази на надморској висини од 123 метра. Површина општине износи 47,0 km². У самом граду је, према процјени из 2010. године, живјело 24.402 становника. Просјечна густина становништва износи 520 становника/km².

## Међународна сарадња
| Мјесто      | Држава               | Врста сарадње | Од    |
| ----------- | -------------------- | ------------- | ----- |
| Витре       | Француска            | партнерство   | 1978. |
|             | Румунија             | партнерство   | 2002. |
| Вејхерово   | Пољска               | контакт       | 1993. |
|             | Тунис                | партнерство   | 1980. |
| Светлогорск | Бјелорусија          | партнерство   | 1991. |
| Албукерки   | САД                  | партнерство   | 1983. |
| Фјуђи       | Италија              | партнерство   | 1986. |
| Чард        | Уједињено Краљевство | партнерство   | 1980. |
| Извор       |                      |               |       |